# Myristica ingrata
Myristica ingrata är en tvåhjärtbladig växtart. Myristica ingrata ingår i släktet Myristica och familjen Myristicaceae.

## Underarter
Arten delas in i följande underarter:
- M. i. ingrata
- M. i. velata